# Jayson Werth

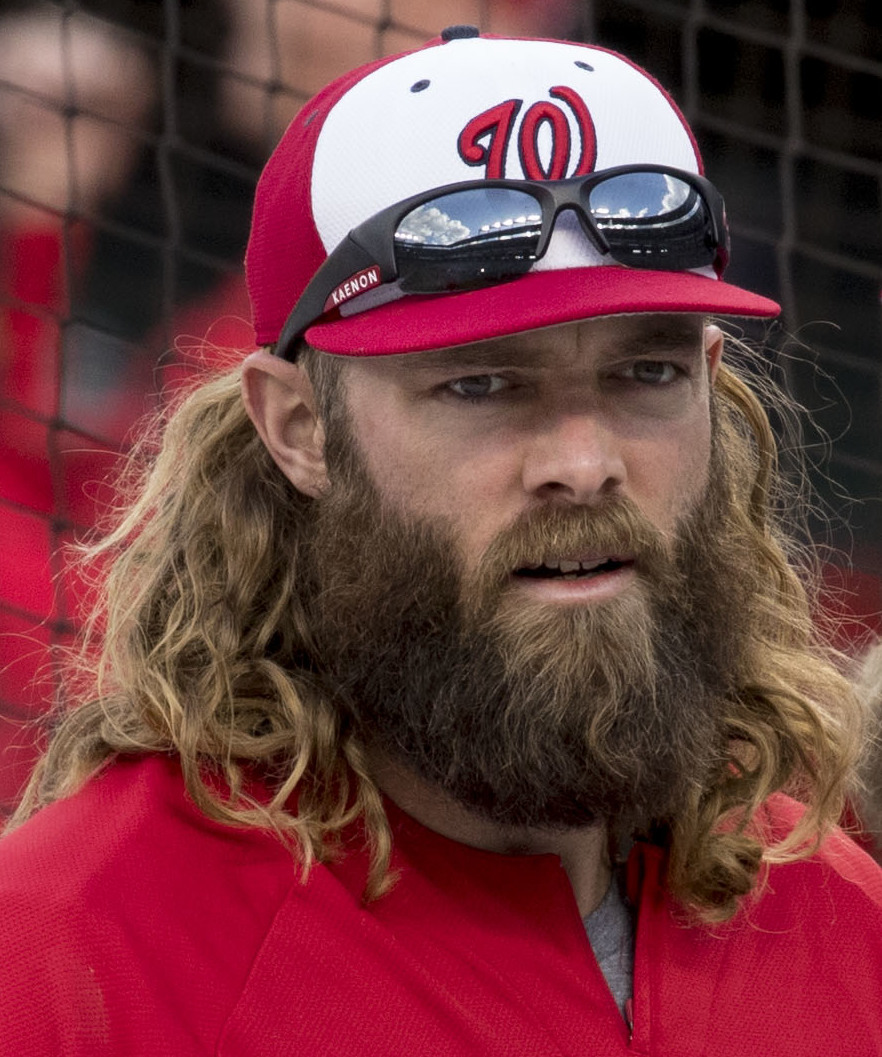
Jayson Werth, 2017.

Jayson Richard Gowan Werth, född 20 maj 1979 i Springfield i Illinois, är en amerikansk före detta professionell basebollspelare som spelade som outfielder för Toronto Blue Jays, Los Angeles Dodgers, Philadelphia Phillies och Washington Nationals i Major League Baseball (MLB) mellan 2002 och 2017.
Han blev draftad av Baltimore Orioles i 1997 års MLB-draft.
Werth vann en World Series med Philadelphia Phillies.